# گنجشک گلوزرد
گنجشک گلو زرد (نام علمی: Petronia xanthocollis) نام یک گونه از تیره گنجشک است.